# Calcio Venezia 1986-1987
Questa voce raccoglie le informazioni riguardanti il Calcio Venezia nelle competizioni ufficiali della stagione 1986-1987.

## Rosa
| N. |                   | Ruolo | Calciatore         |
| -- | ----------------- | ----- | ------------------ |
|    | Italia (bandiera) | C     | Daniele Bacci      |
|    | Italia (bandiera) | A     | Luigi Capuzzo      |
|    | Italia (bandiera) | A     | Massimo Castelli   |
|    | Italia (bandiera) | C     | Gianmario Consonni |
|    | Italia (bandiera) | C     | Giuseppe Erba      |
|    | Italia (bandiera) | D     | Fulvio Fellet      |
|    | Italia (bandiera) | D     | Livio Gardiman     |
|    | Italia (bandiera) | C     | Silvio Giusti      |
|    | Italia (bandiera) | A     | Salvatore Lo Manno |
|    | Italia (bandiera) | A     | Renato Lo Masto    |
|    | Italia (bandiera) | D     | Adriano Marcellan  |
|    | Italia (bandiera) | A     | Stefano Marchetti  |
|    | Italia (bandiera) | C     | Giuseppe Margiotta |

| N. |                   | Ruolo | Calciatore           |
| -- | ----------------- | ----- | -------------------- |
|    | Italia (bandiera) | C     | Fabrizio Mastini     |
|    | Italia (bandiera) | D     | Marcello Montanari   |
|    | Italia (bandiera) | P     | Cesidio Oddi         |
|    | Italia (bandiera) |       | Palesa               |
|    | Italia (bandiera) | D     | Giampietro Pevarello |
|    | Italia (bandiera) | C     | Livio Pin            |
|    | Italia (bandiera) | C     | Nicolò Sciacca       |
|    | Italia (bandiera) | C     | Andrea Seno          |
|    | Italia (bandiera) | D     | Steafno Tagliapietra |
|    | Italia (bandiera) | C     | Salvatore Tarantino  |
|    | Italia (bandiera) | C     | Roberto Valentini    |
|    | Italia (bandiera) | C     | Claudio Venturi      |

## Risultati

### Campionato

#### Girone di andata
| 21 settembre 1986 1ª giornata | Venezia | 1 – 1 | Pro Patria |  |

| 28 settembre 1986 2ª giornata | Pievigina | 1 – 1 | Venezia |  |

| 5 ottobre 1986 3ª giornata | Pordenone | 1 – 0 | Venezia |  |

| 12 ottobre 1986 4ª giornata | Venezia | 1 – 1 | Treviso |  |

| 19 ottobre 1986 5ª giornata | Pavia | 2 – 0 | Venezia |  |

| 26 ottobre 1986 6ª giornata | Venezia | 2 – 0 | Suzzara |  |

| 2 novembre 1986 7ª giornata | Pergocrema | 0 – 1 | Venezia |  |

| 9 novembre 1986 8ª giornata | Venezia | 1 – 0 | Montebelluna |  |

| 16 novembre 1986 9ª giornata | Orceana | 2 – 4 | Venezia |  |

| 23 novembre 1986 10ª giornata | Ospitaletto | 1 – 0 | Venezia |  |

| 30 novembre 1986 11ª giornata | Venezia | 2 – 1 | Varese |  |

| 7 dicembre 1986 12ª giornata | Oltrepò | 0 – 0 | Venezia |  |

| 14 dicembre 1986 13ª giornata | Venezia | 0 – 0 | Sassuolo |  |

| 21 dicembre 1986 14ª giornata | Mestre | 1 – 0 | Venezia |  |

| 4 gennaio 1987 15ª giornata | Venezia | 0 – 1 | Giorgione |  |

| 11 gennaio 1987 16ª giornata | Chievo | 0 – 0 | Venezia |  |

| 18 gennaio 1986 17ª giornata | Venezia | 3 – 0 | Vogherese |  |

#### Girone di ritorno
| 25 gennaio 1987 18ª giornata | Pro Patria | 0 – 0 | Venezia |  |

| 1º febbraio 1987 19ª giornata | Venezia | 2 – 0 | Pievigina |  |

| 8 febbraio 1987 20ª giornata | Venezia | 1 – 1 | Pordenone |  |

| 15 febbraio 1987 21ª giornata | Treviso | 0 – 0 | Venezia |  |

| 22 febbraio 1987 22ª giornata | Venezia | 0 – 0 | Pavia |  |

| 1º marzo 1987 23ª giornata | Suzzara | 0 – 1 | Venezia |  |

| 8 marzo 1987 24ª giornata | Venezia | 0 – 0 | Pergocrema |  |

| 15 marzo 1987 25ª giornata | Montebelluna | 0 – 0 | Venezia |  |

| 29 marzo 1987 26ª giornata | Venezia | 0 – 0 | Orceana |  |

| 5 aprile 1987 27ª giornata | Venezia | 0 – 1 | Ospitaletto |  |

| 18 aprile 1987 28ª giornata | Varese | 0 – 1 | Venezia |  |

| 26 aprile 1987 29ª giornata | Venezia | 1 – 0 | Oltrepò |  |

| 3 maggio 1987 30ª giornata | Sassuolo | 3 – 1 | Venezia |  |

| 17 maggio 1987 31ª giornata | Venezia | 2 – 2 | Mestre |  |

| 24 maggio 1987 32ª giornata | Giorgione | 0 – 0 | Venezia |  |

| 31 maggio 1987 33ª giornata | Venezia | 0 – 0 | Chievo |  |

| 7 giugno 1987 34ª giornata | Vogherese | 1 – 1 | Venezia |  |